# Guido Iván Minda Chalá

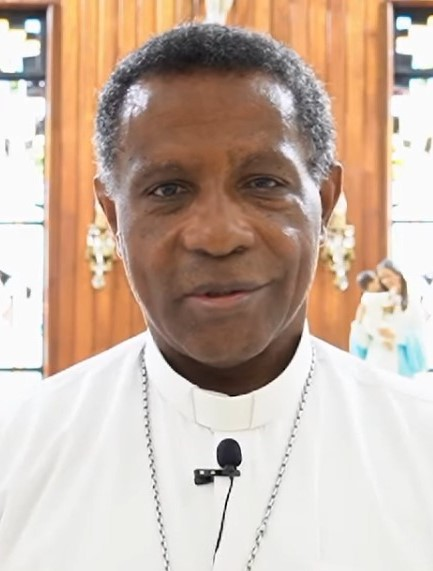
Guido Iván Minda Chalá, 2021

Guido Iván Minda Chalá (* 20. Februar 1960 in Apuela, Kanton Cotacachi, Provinz Imbabura) ist ein ecuadorianischer Geistlicher und römisch-katholischer Bischof von Santa Elena.

## Leben
Guido Iván Minda Chalá besuchte die Escuela fiscal Francisco Javier Endara in Apuela, die Escuela Alfonso del Hierro in Quito und das Instituto Rosales in Ibarra sowie später in Otavalo das Colegio Jacinto Collahuazo und das Colegio San Pablo (1988–1992). Von 1992 bis 1994 studierte er Philosophie am Priesterseminar Nuestra Señora de la Esperanza in Ibarra und von 1994 bis 1998 Katholische Theologie an der Universität Navarra. Während seiner Studienzeit in Spanien war er Alumne des Colegio Eclesiástico Internacional Bidasoa in Pamplona. Am 27. Juni 1998 empfing Minda Chalá durch den Bischof von Ibarra, Antonio Arregui, die Priesterweihe.
Zunächst war Guido Iván Minda Chalá als Pfarrvikar der Pfarrei Santísimo Sacramento in Alpachaca tätig, bevor er 1999 Pfarrer der Pfarrei La Esperanza und Rektor des Kleinen Seminars in Ibarra wurde. 2002 wurde Minda Chalá für weiterführende Studien erneut nach Spanien entsandt, wo er 2004 an der Universität Navarra ein Lizenziat im Fach Philosophie erwarb. Nach der Rückkehr in seine Heimat wurde er Sekretär und Ausbilder am Priesterseminar Nuestra Señora de la Esperanza in Ibarra. Ab 2005 wirkte Minda Chalá als Pfarrer der Pfarrei Santa Catalina in Salinas und lehrte Philosophiegeschichte am Priesterseminar in Ibarra. Zudem war er ab 2008 Koordinator des Centro De alto rendimiento Don Pedro de Arobe und Bischofsvikar für den Klerus sowie Pfarradministrator der Pfarreien in La Carolina und Lita. Ferner gehörte er dem Priesterrat des Bistums Ibarra an.
Papst Benedikt XVI. ernannte ihn am 4. November 2009 zum Weihbischof in Guayaquil und zum Titularbischof von Nisa in Lycia. Der Erzbischof von Guayaquil, Antonio Arregui, spendete ihm am 28. November desselben Jahres in der Kathedrale San Pedro in Guayaquil die Bischofsweihe; Mitkonsekratoren waren Julio César Terán Dutari SJ, Bischof von Ibarra, und Erzbischof Giacomo Guido Ottonello, Apostolischer Nuntius in Ecuador. Als Weihbischof war Guido Iván Minda Chalá zudem Generalvikar des Erzbistums Guayaquil sowie Bischofsvikar der Vikariate Sur, Suroeste und Daule-Barzar. Ferner war er Verantwortlicher für die Liturgie und das Geweihte Leben. In der Ecuadorianischen Bischofskonferenz ist Minda Chalá seit Mai 2017 Vorsitzender der Kommission für die Kultur. Vom 13. Oktober 2018 bis zum 1. Februar 2020 war er während der Sedisvakanz zusätzlich Apostolischer Administrator des Bistums Ibarra.
Am 2. Februar 2022 bestellte ihn Papst Franziskus zum ersten Bischof von Santa Elena.
Guido Iván Minda Chalá ist der erste Afroecuadorianer, der zum römisch-katholischen Bischof geweiht wurde.